# New Home (Teksas)
New Home je grad u američkoj saveznoj državi Teksas. Prema popisu stanovništva iz 2010. u njemu je živjelo 334 stanovnika.